# 刘闵
刘闵（1447年—1516年），字子贤，明朝福建莆田人。
早年丧父，绝意科举，奉养母亲。为人孝行高古，恭慎纯粹。副使罗璟建立社学，筑养亲堂，聘刘闵为师。提学佥事周孟中捐俸助养，知府王弼购田二十亩来供用度，都接受不辞。母亲去世，于是送田还给官府。弘治年间，巡按御史宗彝、饶瑭想要推举他经明行修，他力辞。正德初年，遥授儒学训导。